# Alatyr' (città)
Alatyr' (in russo Алатырь?, in ciuvascio Улатӑр), è una città della Russia europea centrale, capoluogo dell'Alatyrskij rajon, in Ciuvascia.
Fondata nel 1552, ricevette lo status di città nel 1780; secondo le stime del censimento del 2010, contava una popolazione di circa 38 202 abitanti.